# Paraxenisaurus
Paraxenisaurus — рід дейнохейрових динозаврів, що існував у пізній крейді приблизно 73-72 млн років тому. Рештки знайдено на території Мексики. Приблизно 5,7 м завдовжки і вагою 600 кг.
Перший відкритий дейнохейровий з Північної Америки.
Як всі представники Ornithomimosauria, це були двоногі всеїдні або рослиноїдні тварини. 